# 2018년 대한민국의 영화
다음은 2018년에 대한민국의 영화에 관한 서술한다.

## 박스 오피스
2018년 대한민국 내에서 개봉한 영화를 대상으로 한 대한민국 박스오피스 순위이다. 위쪽 순위와는 달리 2018년 1월 1일부터의 통계를 집계하며, 그 전의 통계는 삼지 않는다.
| 순위 | 제목                       | 개봉일자         | 매출액 (원)     | 관객수 (명) | 비고 |
| ---- | -------------------------- | ---------------- | --------------- | ----------- | ---- |
| 1    | 《신과함께: 인과 연》      | 8월 1일          | 102,659,227,909 | 12,274,031  |      |
| 2    | 《어벤져스: 인피니티 워》  | 4월 25일         | 99,916,927,769  | 11,211,830  |      |
| 3    | 《미션 임파서블: 폴아웃》  | 7월 25일         | 55,423,761,962  | 6,528,747   |      |
| 4    | 《신과함께: 죄와 벌》      | 2017년 12월 20일 | 47,355,691,705  | 5,872,030   |      |
| 5    | 《쥬라기 월드: 폴른 킹덤》 | 6월 6일          | 49,770,711,037  | 5,661,128   |      |
| 6    | 《앤트맨과 와스프》        | 7월 4일          | 47,464,701,685  | 5,447,725   |      |
| 7    | 《안시성》                 | 9월 19일         | 46,314,721,026  | 5,436,789   |      |
| 8    | 《블랙 팬서》              | 2월 14일         | 45,883,143,457  | 5,398,994   |      |
| 9    | 《1987》                   | 2017년 12월 27일 | 42,912,306,108  | 5,289,753   |      |
| 10   | 《독전》                   | 5월 22일         | 43,483,690,913  | 5,063,620   |      |

## 이벤트 및 수상

### 1분기
- 미상 : 제9회 올해의 영화상

### 2분기
- 4월 12일 제4회 들꽃영화상
- 5월 3일 제54회 백상예술대상
- 5월 3일 ~ 5월 12일 제19회 전주국제영화제
- 5월 18일 제23회 춘사영화제

### 3분기
- 7월 12일 ~ 7월 22일 제22회 부천국제판타스틱영화제

### 4분기
- 10월 4일 ~ 10월 13일 제23회 부산국제영화제
- 10월 5일 제27회 부일영화상
- 10월 22일 제55회 대종상 영화제
- 10월 27일 제2회 더 서울어워즈
- 11월 13일 제38회 한국영화평론가협회상
- 11월 23일 제39회 청룡영화상
- 11월 24일 ~ 12월 15일 제14회 제주영화제
- 12월 6일 제38회 황금촬영상
- 12월 7일 ~ 12월 8일 제18회 부산영화평론가협회상
- 미상 : 제18회 올해의 여성영화인상
- 미상 : 제4회 한국영화제작가협회상
- 미상 : 제20회 올해의 독립영화상
- 미상 : 제18회 디렉터스 컷 시상식
- 송년호 발행 : 씨네21 영화상

## 같이 보기
- 2018년 영화
- 대한민국의 영화